# Immeuble Clarté
Immeuble Clarté là một tòa nhà chung cư nằm ở thành phố Genève, Thụy Sĩ. Nó được thiết kế bởi Le Corbusier và Pierre Jeanneret bắt đầu từ năm 1928 và được tiến hành xây dựng vào năm 1931–32. Nó có 8 tầng bao gồm 45 công trình riêng lẻ quy hoạch tự do với các cấu hình và kích thước đa dạng. Đây là một trong những dự án quan trọng ban đầu của Le Corbusier, trong đó ông khám phá các nguyên tắc của kiến trúc hiện đại trong các tòa nhà chung cư, từ đó tạo thành nguyên tắc thiết kế Unité d'Habitation.
Sau khi thoát khỏi sự phá hủy vào những năm 1960, tòa nhà lần đầu tiên được cải tạo vào những năm 1970. Sau khi một lần nữa bị đe dọa phá hủy vào đầu những năm 1980 thì vào năm 1986, nó đã được liệt kê là một di tích lịch sử. Vào tháng 7 năm 2016, tòa nhà và một số công trình kiến trúc khác của Le Corbusier đã được công nhận là Di sản thế giới của UNESCO.